# Кайчо Каменов
Кайчо Каменов е един от най-популярните български народни певци от Видинския край. Кайчо Каменов е псевдоним името му името му малко хора знаят, а то е Михаил Савов.

## Биография
Роден е в село Винарово, Видинско. От малък проявява забележителна певческа дарба, пее местните характерни песни, както и в църковния хор на храма в село Винарово. За Радио „София“ го открива музикалният редактор Георги Бояджиев. За кратко време Кайчо Каменов става популярен и обичан певец в цяла България. Той е първият професионален изпълнител, който утвърждава и популяризира песните от Видинския край. Много от тях записва за Българското национално радио, издава две дългосвирещи и няколко малки грамофонни плочи в „Балкантон“.
Пеенето му на пръв поглед е маниерно, но всъщност твърде специфично. Най-известните му песни са „Чие е това момиче“, „Куне моме“, „Соколе, сиви соколе“, „Помниш ли, мила Добро“, „Колко са мъгли по Дунав“ и други. Работи с много пътуващи групи, развива мащабна концертна дейност до последните си дни.
Умира през 1983 година в София.